# 宮町 (川口市)
宮町（みやちょう）は、埼玉県川口市の町名。現行行政地名は宮町のみ。丁番を持たない単独町名である。住居表示実施地区。郵便番号は332-0028。

## 地理
川口市の南部に位置する。京浜東北線西川口駅が最寄り駅となっている。緑川が西を流れ、南を菖蒲川が流れる。主に各種工場が混在する住宅地となっている。

## 歴史

### 沿革
- 1939年（昭和14年） - 大字横曽根から(旧)宮町が成立[5]。現在のエリアとは若干境界が異なる。
- 1974年（昭和49年）9月1日 - 住居表示実施に伴い、宮町の一部を南町一、二丁目、仲町、西川口一丁目〜六丁目に編入、(旧)南町7～23番地、(旧)緑町4875番地を宮町16番地に編入し、現在の(新）宮町エリアとなっている。
- 2008年（平成20年）11月13日 - 地内の川口金属工業本社工場敷地の一部にララガーデン川口が開業する。

## 世帯数と人口
2018年（平成30年）3月1日現在の世帯数と人口は以下の通りである。
| 町丁 | 世帯数  | 人口    |
| ---- | ------- | ------- |
| 宮町 | 809世帯 | 1,703人 |

## 小・中学校の学区
市立小・中学校に通う場合、学区（校区）は以下の通りとなる。
| 番地 | 小学校             | 中学校           |
| ---- | ------------------ | ---------------- |
| 全域 | 川口市立原町小学校 | 川口市立西中学校 |

## 交通

### 道路
- 埼玉県道110号川口蕨線
- 環状線通り

## 施設
- ララガーデン川口
- 川口市立西中学校
- 川口金属
- 宮町練成会館
- 曹洞宗 正眼寺
- 本覚寺
- 宮町公園 - 氷川神社が鎮座していた[5]。